# Епіклеса
Ця стаття стосується сфери античної міфології. Щодо іншого значення див. епіклеза (значення).
Епіклеса, також Епіклеза (грец. Epiklesis — прізвисько) — епітет давньогрецьких богів; інше найменування впливовішого з об'єднуваних за функціями божеств.
Унаслідок централізації культів те саме явище природи або суспільного життя уособлюється кількома божествами. Іноді процес зупиняється на певному етапі, і тоді в загальногрецькій міфології залишається кілька рівноправних божеств, які виконують ті самі функції (Геліос і Аполлон, Селена й Артеміда). Часом божества ще більше зливаються й уявляються як одне ціле. Менш важливе божество поступово забувається, а його ймення стає епіклезою.